# Puccinia chaerophylli
Puccinia chaerophylli är en svampart som beskrevs av Purton 1821. Puccinia chaerophylli ingår i släktet Puccinia och familjen Pucciniaceae.   Inga underarter finns listade i Catalogue of Life.